# Santee (fleuve)
Pour les articles homonymes, voir Santee.
Le Santee (anglais : Santee River) est un fleuve des États-Unis long de 230 kilomètres qui se jette dans l'océan Atlantique. La longueur maximale du système fluvial du fleuve Santee est néanmoins de 708 kilomètres de la source de la rivière Catawba à l'embouchure du fleuve.

## Parcours
Le fleuve débute au centre de l'État de Caroline du Sud à 40 kilomètres au sud-est de Columbia au confluent entre les rivières Wateree et Congaree. Il se dirige vers le sud-est avant d'entrer dans le lac Marion, lac de barrage d'une longueur de 48 kilomètres formé par le barrage Santee. Il coule ensuite vers l'est puis le sud-est avant de se diviser en deux branches à 16 kilomètres de son embouchure. L'île formée entre ces deux branches s'appelle Cedar Island. Les deux branches se jettent ensuite dans l'océan Atlantique à environ 24 kilomètres au sud de Georgetown.

## Principaux affluents
- Wateree
- Congaree

## Histoire
Le fleuve a été nommé par les premiers habitants du nom d'une tribu amérindienne, la tribu Santee qui fut déportée par les britanniques après la guerre Yamassee de 1715-1716.
À la fin du XVIIIe siècle, Francis Marion, un des héros de la guerre d'indépendance des États-Unis vivait près du fleuve. Le lac Marion, baptisé en son honneur, recouvre maintenant son ancien lieu de résidence. Ce lac a été créé en 1941 à la suite de la construction du barrage Santee. Le but de l'opération est de détourner les eaux du fleuve vers le fleuve Cooper sur lequel est construite une centrale hydroélectrique qui alimente Charleston. Cependant les nombreuses alluvions du fleuve Santee ont fini par obstruer le port de Charleston, via le fleuve Cooper. Dans les années 1980 un nouveau canal a été construit entre les deux fleuves pour réduire ce problème.